# Harry Smith (militaire)
Pour les articles homonymes, voir Harry Smith.
Henry George Wakelyn Smith, 1er baronnet d'Aliwal (28 juin 1787 – 12 octobre 1860), appelé Sir Harry Smith, est un administrateur colonial et un officier dans l'armée britannique dans la première moitié du XIXe siècle. Vétéran des guerres napoléoniennes, il est aussi particulièrement célèbre pour son rôle dans la bataille d'Aliwal (Inde) en 1846 et comme l'époux de Lady Smith (en).

## Biographie

### Jeunesse et guerres napoléoniennes
Né à Whittlesey, dans le Cambridgeshire en Angleterre, Henry George Wakelyn Smith, qui décide de se faire appeler Harry Smith, est le fils d'un chirurgien. Bénéficiant d'une éducation privée, il rentre dans l'armée en 1805, à l'âge de 18 ans. Il combat pour la première fois en Amérique du Sud en 1806 durant les invasions britanniques du Rio de la Plata contre les colonies espagnoles. Il se distingue à la bataille de Montevideo (en) en 1807, mais n'occupe pas de rôle important avant la guerre d'indépendance espagnole.
Smith sert durant cette campagne au sein du 95e régiment de fusiliers, de 1808 jusqu'à la fin de la guerre à la bataille de Toulouse en 1814. Le 7 avril 1812 (lendemain de la fin du Siège de Badajoz), une noble espagnole, dont toute la propriété a été détruite, se présente aux Britanniques, recherchant protection contre la violence des soldats pour elle et sa sœur, une enfant de quatorze ans. Cette dernière, Juana Maria de Los Dolores de León (en), sortait tout juste d'un couvent ; mais malgré son jeune âge elle se marie avec Harry Smith quelques jours plus tard. Elle l'accompagnera tout au long de la guerre.
À la fin de la guerre, Smith demande à servir aux États-Unis, où il participe à la victoire britannique à Bladensburg (en) le 24 août 1814, et assiste à l'incendie de Washington par les Britanniques. Il déclarera que cet évènement « nous a horrifié, venant de la guerre humaine du Duc [de Wellington] dans le Sud de la France ».
De retour en Europe, il est nommé brigade major (intendant d'une brigade) lors de la bataille de Waterloo en 1815.

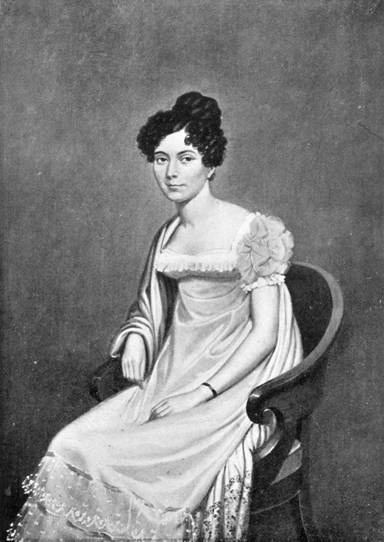
Juana María de los Dolores de León Smith

### Afrique du Sud
En 1828, Smith est envoyé au cap de Bonne-Espérance, où il commande une force dans la sixième guerre cafre de 1834-1836. En 1835, il accomplit l'exploit d'aller du Cap à Grahamstown en moins de six jours. Après avoir restauré la confiance parmi les Blancs par des mesures énergiques, il est nommé gouverneur de la Province de la Reine Adélaïde, poste auquel il obtiendra une influence illimitée sur les tribus autochtones qu'il pousse à abandonner leur mode de vie.
Mais bien que Benjamin d'Urban, le haut-commissaire, soutenait Smith, le ministre à Londres changea de politique, et, selon Smith, ordonna de restaurer la barbarie dans la Province de la Reine Adélaïde. Smith est alors remercié, son départ fut déploré aussi bien par les Bantous indigène que les colons Boers. Nombre de ces derniers, principalement à cause de la politique du ministre Charles Grant, commencèrent la migration vers l'intérieur du pays appelée Grand Trek.

### Inde
Harry Smith est ensuite nommé Adjutant-General adjoint (chef de l’infrastructure administrative) des forces britanniques en Inde. Il prend part à la campagne de Gwalior de 1843, pour laquelle il sera nommé Chevalier commandeur de l'ordre du Bain. Il participe ensuite à la Première Guerre anglo-sikhe de 1845-1846. Durant les batailles de Mudki et de Ferozeshah (en), il commande une division sous l'autorité d'Hugh Gough. Il se distingue personnellement mais n'est pas soutenu par le commandant en chef. Après ces batailles, Sir Harry Smith commande une division indépendante, et inflige le 28 janvier 1846 une écrasante défaite aux Sikhs lors de la bataille d'Aliwal près du Sutlej.
À la bataille de Sobraon le 10 février 1846 de la même année, il dirige de nouveau une division sous commandement de Gough. Pour la victoire d'Aliwal il reçoit les remerciement du Parlement et du duc de Wellington qui fait l'éloge de Smith dans un discours. Sir Harry est au même moment créé baronnet. Par faveur royale, les mots « d'Aliwal » sont accolés à son titre. Il est promu major-général le 9 novembre 1846.

### Retour en Afrique du Sud

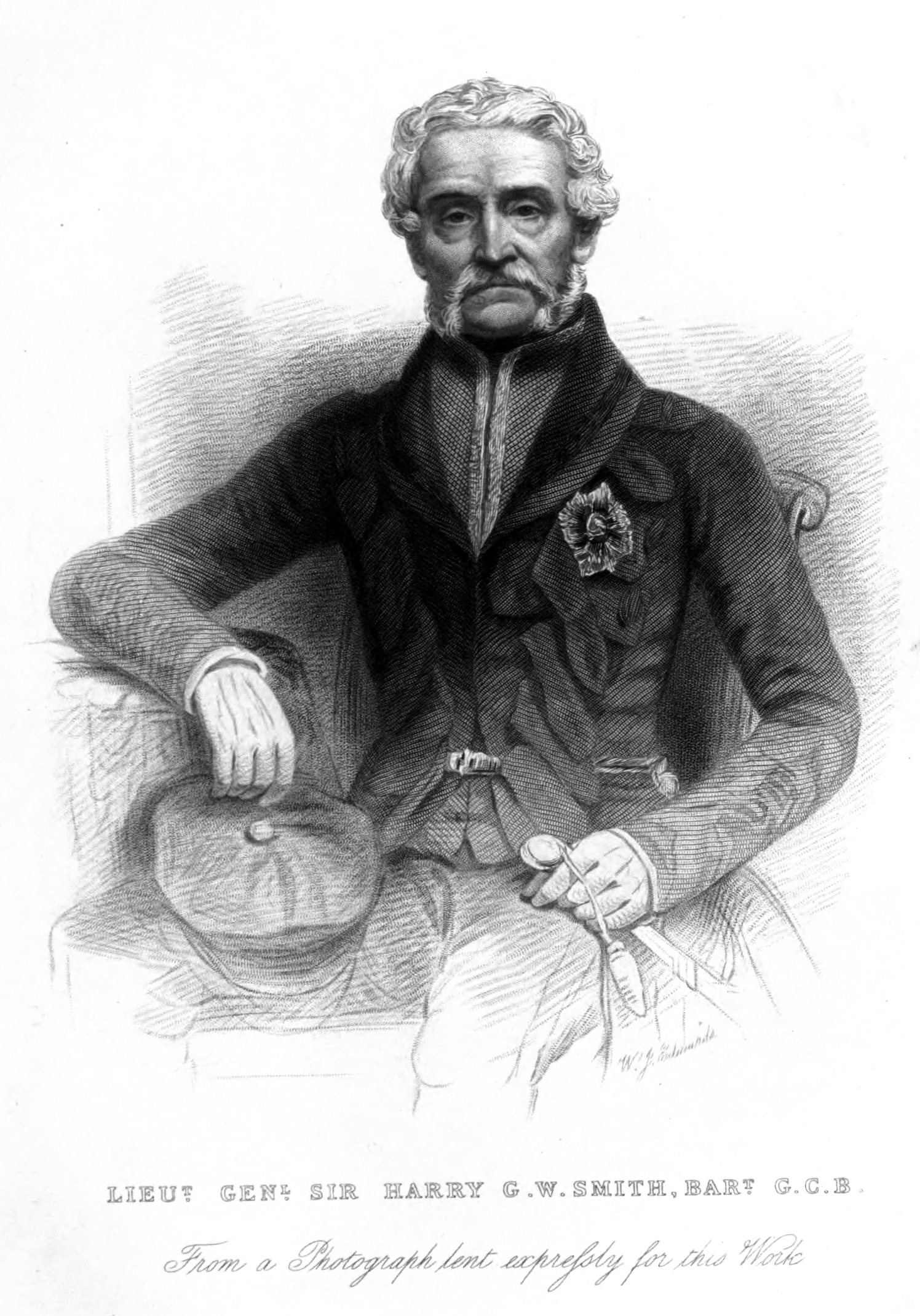

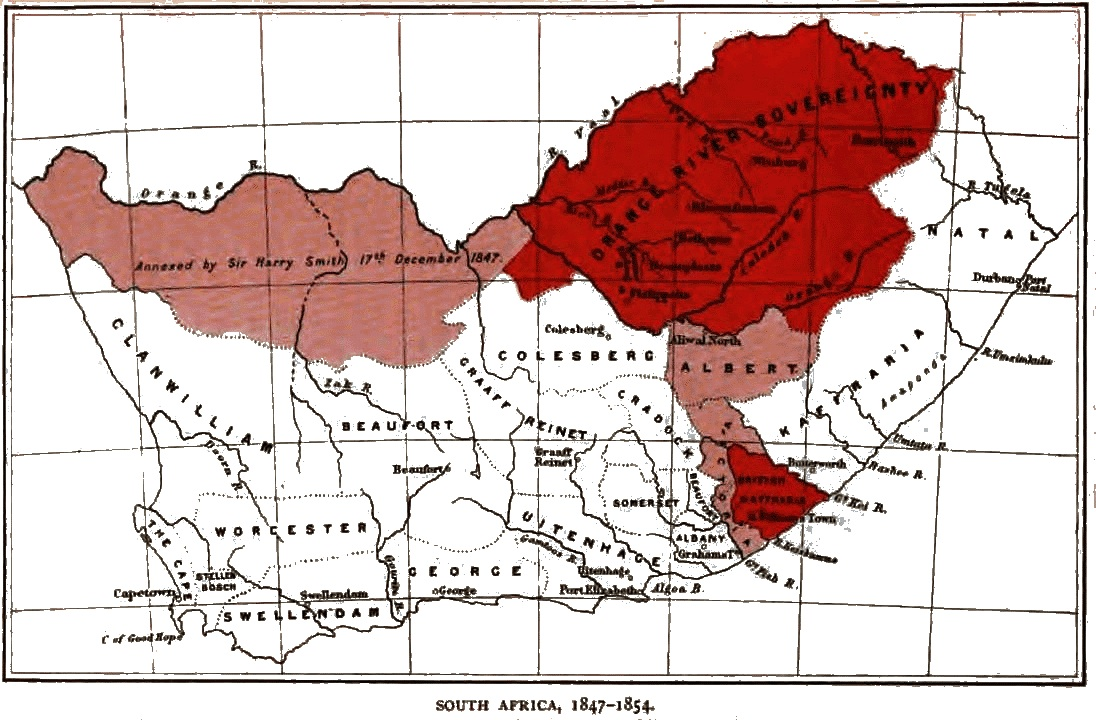
Annexions d'Harry Smith entre 1847 et 1854

En 1847 il retourne en Afrique du Sud comme gouverneur de la Colonie du Cap et haut commissaire, avec le grade de Lieutenant-général, afin d'aplanir les difficultés prédites 10 années auparavant. Il mène une expédition pour contrer l'hostilité des Boers dans la Souveraineté de la rivière Orange et dirige les troupes britanniques victorieuses à la bataille de Boomplaats face à ces mêmes Boers, le 29 août 1848.
Il a été écrit que la conquête par « Smith le moitié-fou » de l'entière région de Cafrerie britannique en 1848 a été lancé et exécuté « en totalité sur sa propre initiative ». Piers Brendon décrit Smith, plaçant son pied sur le cou du leader Xhosa et proclamant : « Je suis votre chef suprême, et les Cafres sont mes chiens ! ».
En décembre 1850 une guerre éclate contre les Xhosa et certains des Khoikhoi, Sir Harry Smith est insuffisamment nantis en troupe par l’Angleterre et, bien que sa conduite militaire soit chaleureusement approuvée par le duc de Wellington et d'autres autorités militaires, le comte Grey, secrétaire d’État à la Guerre et aux Colonies, dans une dépêche jamais soumise à la reine, le rappelle en 1852 avant que les Xhosa et les Khoikhoi ne soient totalement vaincus. Il proteste vigoureusement contre l'abandon de la Souveraineté de la rivière Orange aux Boers, qu'il avait soumis deux ans auparavant. Sa réputation maintenant est celle de quelqu'un qui se comporta de manière oppressive et autocratique envers les Xhosa, et leur infligea des grandes humiliations. Il est dit qu'il insista par exemple pour que les chefs embrassent ses pieds.

### Retour en Angleterre
En 1853, de retour en Angleterre, il est nommé General Officer Commanding de la zone ouest du Royaume-Uni. Il reçoit un brevet le nommant lieutenant-general le 20 juin 1854 et est nommé General Officer Commandingde la Zone Nord en 1856.
Il meurt chez lui à Eton Place, Londres, le 12 octobre 1860. Il est enterré St Mary's, Whittlesey, où un buste en marbre et un mémorial lui est consacré. Cette section de l'église est appelée Sir Harry's Chapel. Sa femme, Juana, décédée la 10 octobre 1872, est enterrée avec lui.
Son autobiographie, publiée de manière posthume en 1901, est considérée comme un classique des romans de guerre et d'amour.

## Hommages et postérité
Dans sa ville natale, Whittlesey, une chapelle de l'église St Mary's est créée en sa mémoire en 1862. Un collège local porte aussi son nom: Sir Harry Smith Community College.
En Afrique du Sud, plusieurs villes sont dédiées à l'ex-gouverneur ainsi qu'à sa femme:
- Harrismith dans la province d'État-Libre
- Aliwal North dans la province du Cap-Oriental, fondée par Harry Smith
- Smithfield dans la province d'État-Libre
- Ladismith dans la province du Cap-Occidental
- Ladysmith dans la province de KwaZulu-Natal

L'histoire d'Harry Smith et de sa femme durant la Guerre d'indépendance espagnole est narrée par Georgette Heyer dans le roman historique The Spanish Bride, publié en 1940 en Angleterre et jamais traduit en français.

### Source
- (en) Cet article est partiellement ou en totalité issu de l’article de Wikipédia en anglais intitulé « Sir Harry Smith, 1st Baronet » (voir la liste des auteurs).